# Utrikesministerium
För Finlands utrikesministerium, se Utrikesministeriet.
Utrikesministerium är ett ministerium (regeringsdepartement) som ansvarar för ett lands utrikespolitik och leds av en utrikesminister. Vanligtvis ansvarar utrikesministeriet även för handels- och biståndspolitik och därför är ofta flera ministrar knutna till ministeriet, till exempel handels- och biståndsministern. I vissa länder har utrikesministeriet också ett särskilt regionalt ansvar, till exempel för nordiska eller europafrågor. Utrikesministerns närmsta rådgivare är en politiskt tillsatt stab som vanligtvis leds av en statssekreterare (kabinettssekreterare i Sverige). I USA och Storbritannien är dock Secretary of State titeln på ministern.
Utrikesministeriet är ofta ett av de större och mer prestigefyllda ministerierna. Ambassader och utlandsstationerade diplomater sorterar vanligen under utrikesministeriet. 
|                |                                                                                  |       |                                                                                 |                            |  |  |
| Australien     | Department of Foreign Affairs and Trade                                          | DFAT  | Minister of Foreign Affairs                                                     | R.G. Casey Building        |  |  |
| Belgien        | Service public fédéral Affaires étrangères                                       |       | Ministre des Affaires étrangères et européennes                                 |                            |  |  |
| Brasilien      | Ministério das Relações Exteriores                                               | MRE   | Chanceler                                                                       | Palácio Itamaraty          |  |  |
| Danmark        | Udenrigsministeriet                                                              |       | Udenrigsminister                                                                |                            |  |  |
| Filippinerna   | Department of Foreign Affairs Kagawaran ng Ugnayang Panlabas                     | DFA   | Foreign Affairs Secretary                                                       |                            |  |  |
| Finland        | Utrikesministeriet                                                               |       | Utrikesminister                                                                 | Sjöekipaget                |  |  |
| Frankrike      | Ministère des Affaires étrangères et européennes                                 | MAE   | Ministre des Affaires étrangères                                                | Quai d'Orsay               |  |  |
| Georgien       | Utrikesministeriet (Georgien)                                                    |       | Utrikesminister                                                                 | Tbilisi                    |  |  |
| Indien         | Ministry of External Affairs                                                     | MEA   | External Affairs Minister                                                       | Secretariat Building       |  |  |
| Irland         | Department of Foreign Affairs and Trade An Roinn Gnóthaí Eachtracha agus Trádála | DFA   | Minister for Foreign Affairs and Trade An tAire Gnóthaí Eachtracha agus Trádála | Iveagh House               |  |  |
| Island         | Utanríkisráðuneytið                                                              |       | Utanríkisráðherra                                                               |                            |  |  |
| Italien        | Ministero degli Affari Esteri                                                    | MAE   | Ministro degli Affari Esteri                                                    | Palazzo della Farnesina    |  |  |
| Japan          | 外務省 (Gaimu-shō; Japans utrikesdepartment)                                     |       | 外務大臣 (Gaimu Daijin; utrikesminister)                                        |                            |  |  |
| Kanada         | Department of Foreign Affairs and International Trade                            | DFAIT | Minister of Foreign Affairs                                                     | Lester B. Pearson Building |  |  |
| Kroatien       | Ministarstvo vanjskih i europskih poslova                                        | MVEP  | Ministar vanjskih poslova                                                       |                            |  |  |
| Nederländerna  | Ministerie van Buitenlandse Zaken                                                | BZ    | Ministers van Buitenlandse Zaken                                                |                            |  |  |
| Norge          | Utenriksdepartementet                                                            | UD    | Utenriksminister                                                                | Victoria terrasse          |  |  |
| Nya Zeeland    | Ministry of Foreign Affairs and Trade Manatū Aorere                              | MFAT  | Minister of Foreign Affairs                                                     | Victoria terrasse          |  |  |
| Polen          | Ministerstwo Spraw Zagranicznych                                                 |       | Minister Spraw Zagranicznych                                                    |                            |  |  |
| Portugal       | Portugals utrikesdepartement                                                     | MNE   | Portugals utrikesminister                                                       | Palácio das Necessidades   |  |  |
| Ryssland       | Ministeriet för utrikes frågor                                                   | MID   | Minister för utrikes frågor                                                     | en av Stalins sju systrar  |  |  |
| Singapore      | Ministry of Foreign Affairs                                                      | MFA   |                                                                                 |                            |  |  |
| Spanien        | Ministerio de Asuntos Exteriores y de Cooperación                                | MAEC  | Ministro de Asuntos Exteriores y de Cooperación                                 | Palacio de Santa Cruz      |  |  |
| Storbritannien | Foreign and Commonwealth Office                                                  | FCO   | Foreign Secretary                                                               | FCO Main Building          |  |  |
| Sverige        | Utrikesdepartementet                                                             | UD    | Utrikesminister                                                                 | Arvfurstens palats         |  |  |
| Tyskland       | Auswärtiges Amt                                                                  | AA    | Bundesminister des Auswärtigen                                                  | Haus am Werderschen Markt  |  |  |
| USA            | Department of State                                                              | DOS   | Secretary of State                                                              | Harry S. Truman Building   |  |  |